# Jega
Jega es un área de gobierno local en el Estado de Kebbi, Nigeria. Su capital está en la ciudad de Jega.
Tiene un área de 891 km² y una población de 193.352, según el censo de 2006.
El código postal del área es 863.